# John Percival Droop
John Percival Droop (* 4. Oktober 1882; † 26. September 1963) (gesprochen „Drope“) war ein britischer Klassischer Archäologe.

## Leben
Droop stammte aus einer niederländischen Familie. An der niederländischen Aussprache seines Namens hielt man auch in England fest. Seine Ausbildung, die er 1904 abschloss, erhielt er am  Marlborough College und am Trinity College, beide in Cambridge. Bereits als Student, danach als Mitglied der British School at Athens nahm er an deren Ausgrabungen in Sparta, Thessalien, Melos und Kreta teil. 1911 war er Teilnehmer an der von Thomas Eric Peet geleiteten britischen Ägyptenexpedition in Abydos. Mit Peet entwickelte er ein Datierungssystem für Prädynastische ägyptische Keramik, das allerdings seitens der Forschung unberücksichtigt blieb. Während des Ersten Weltkriegs arbeitete er für die britische Admiralität, bis er 1921 einem Ruf auf den Lehrstuhl für Klassische Archäologie an der Universität Liverpool folgte, an der er bis zu seiner Emeritierung im Jahr 1948 lehrte. Während seiner Liverpooler Jahre leitete er Ausgrabungen in Chester, Bainbridge (North Yorkshire) und Lancaster. Außerdem nahm er an den Ausgrabungen im spanischen Niebla teil. Von 1937 bis 1948 war er Herausgeber der Annals of Archaeology and Anthropology.
Nach ihm wurden die Droop-Schalen benannt.

## Schriften (Auswahl)
- Two Cyrenaic Kylikes. In: Journal of Hellenic Studies. 28, 1908, S. 175–179.
- The dates of the vases called „Cyrenaic“. In: Journal of Hellenic Studies. 30, 1910, S. 1–34.
- Droop Cups and the Dating of Laconian Pottery. In: Journal of Hellenic Studies. 52, 1932, S. 303–304.